# Métaphysique des tubes
Pour les articles homonymes, voir Métaphysique.
Métaphysique des tubes est le neuvième roman d'Amélie Nothomb, publié en 2000 chez Albin Michel. Il s'agit d'un roman autobiographique romancé portant sur les trois premières années de la vie de l'écrivaine belge. C'est
en  1970, dans les montagnes du Kansai, au village de Shukugawa tout près de Nishinomiya, après avoir été qualifiée de « plante » par ses parents, que naquit la narratrice grâce à un élément plutôt simple apporté  par sa grand-mère paternelle. Elle livre ses pensées en tant qu'enfant.

## Résumé

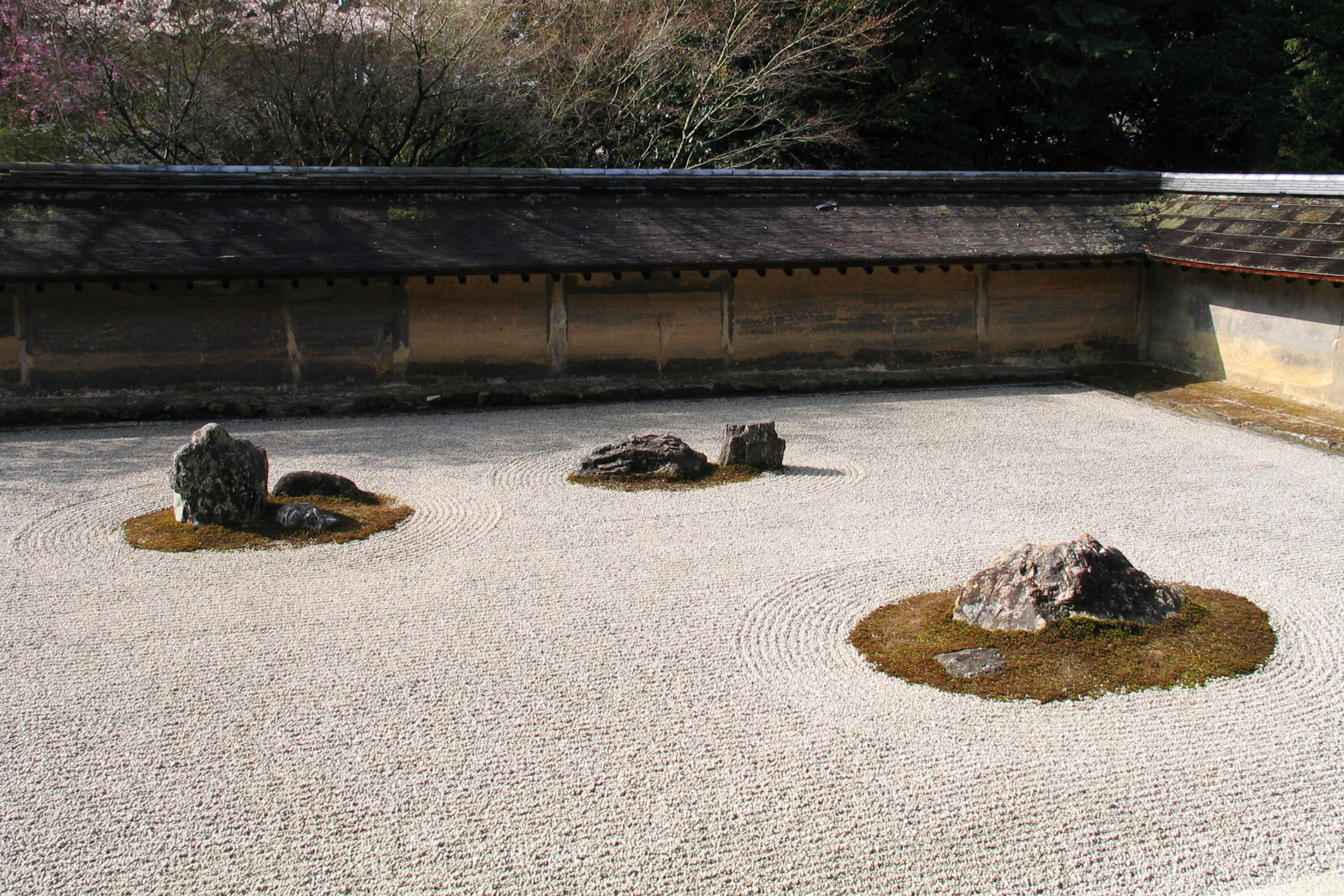
Jardins zen japonais qui fascinent la petite Amélie.

Dans ce roman, la jeune romancière belge raconte les trois premières années de sa vie au Japon. Jusqu’à ses deux ans et demi, Amélie est considérée par tous comme un « tube digestif inerte et végétatif dont les activités se bornent à ses besoins primaires ». Cette vie passive est à l’origine d’une réflexion sur la vie, sur Dieu, mais aussi l’occasion de faire un portrait humoristique, voire satirique, de la vie familiale du point de vue d’un tube. À partir de deux ans et demi, Amélie perd ce statut presque divin de tube pour devenir une enfant « plus ou moins normal[e] » et décrit avec humour la vie de son entourage,, .

## Éditions
- Amélie Nothomb, Métaphysique des tubes, Paris, Éditions Albin Michel, 23 août 2000, 170 p. (ISBN 2-226-11668-0, BNF 37116428)
- Amélie Nothomb, Métaphysique des tubes, Paris, Librairie générale française, coll. « Le Livre de poche » (no 15284), 30 avril 2002, 156 p. (ISBN 2-253-15284-6, BNF 38851804)
- Amélie Nothomb, Métaphysique des tubes, Paris, Éditions Magnard, coll. « Classiques & contemporains : collège, LP » (no 111), 21 juin 2010, 165 p. (ISBN 978-2-210-75540-6, BNF 42241890)Présentation, notes, questions et après-texte établis par Josiane Grinfas.

### Livre audio
- Amélie Nothomb, Métaphysique des tubes, Paris, Éditions Thélème, 18 octobre 2012 (ISBN 978-2-87862-719-0, présentation en ligne)Narratrice : Élodie Huber ; support : 1 disque compact audio MP3 ; durée : 3 h 15 min environ ; référence éditeur : non connue.

## Adaptation
Une adaptation en film d'animation réalisée par Liane-Cho Han et Mailys Vallade, et produite par Maybe Movies, Ikki Films et 2 Minutes est annoncée en mars 2021 grâce à un pilote. Le film en cours de production est présenté au festival d'Annecy 2023. Le film est diffusé  lors d’une séance spéciale au festival de Cannes 2025, et sélectionné en compétitions officielle au festival d’Annecy 2025. Il est sorti en salle le 25 juin 2025,.